# Raionul Nîjnohirskîi, Crimeea
Nîjnohirskîi (în ucraineană Нижньогірський район, transliterat: Nîjnohirskîi raion) este un raion în Republica Autonomă Crimeea, Ucraina. Reședința sa este așezarea de tip urban Nîjnohirskîi.

## Demografie
Componența lingvistică a raionului Nîjnohirskîi
     Rusă (72,72%)
     Tătară crimeeană (15,21%)
     Ucraineană (10,47%)
     Alte limbi (0,7%)
Conform recensământului din 2001, majoritatea populației raionului Nîjnohirskîi era vorbitoare de rusă (72,72%), existând în minoritate și vorbitori de tătară crimeeană (15,21%) și ucraineană (10,47%).